# XO (juego)

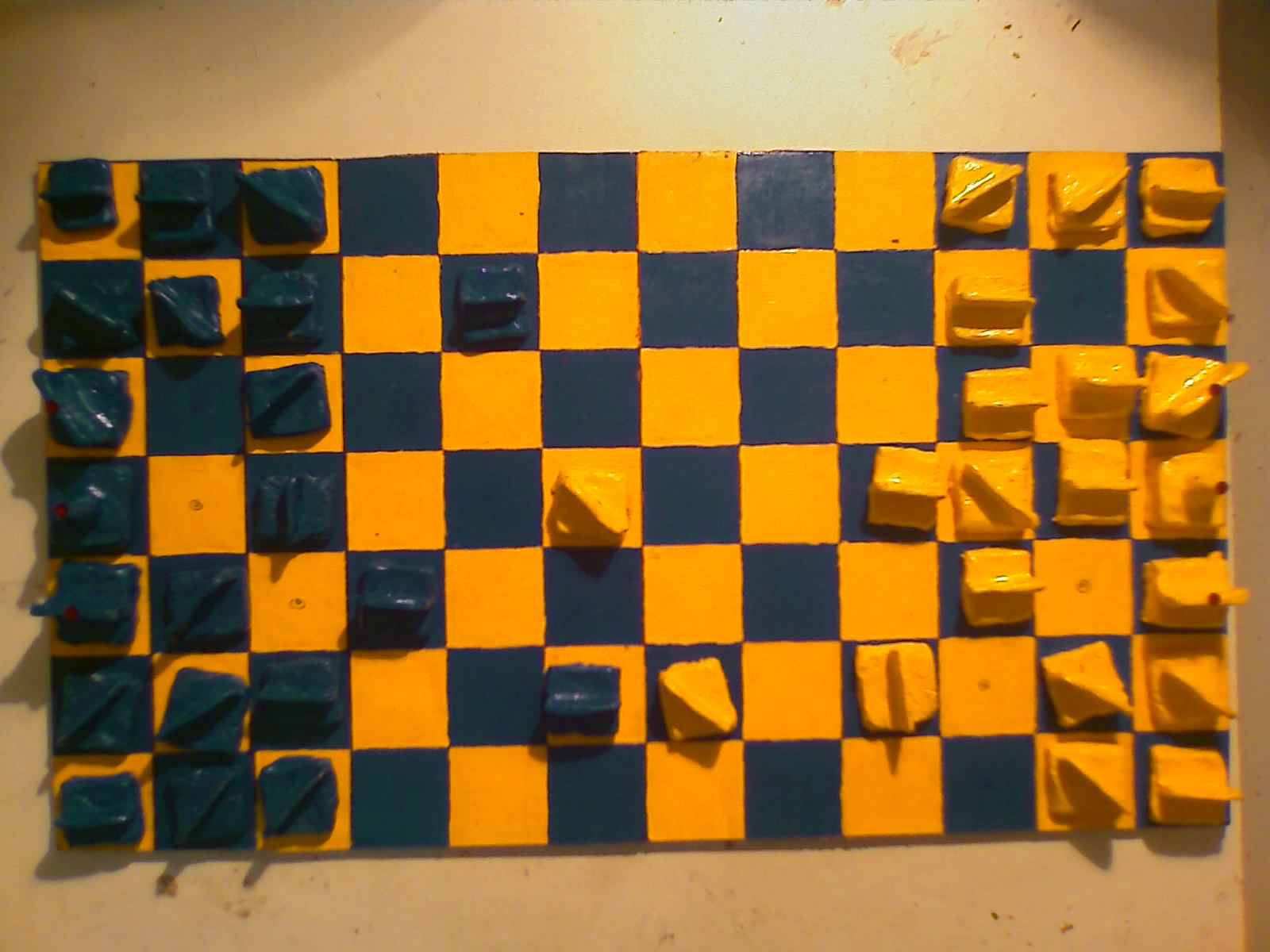
Partida de XO.

El XO es un juego de estrategia para dos personas, cuyo objetivo es el exterminio total del enemigo que intentará por todos los medios exterminarte. La duración de la partida es de, aproximadamente, 1 hora y requiere altas dosis de concentración e inteligencia. De reglas sencillas le hace un juego ameno y entretenido.

## Fichas y movimientos
En cada ejército hay dos grados: súbditos (18) y jefes (3).

### Súbditos

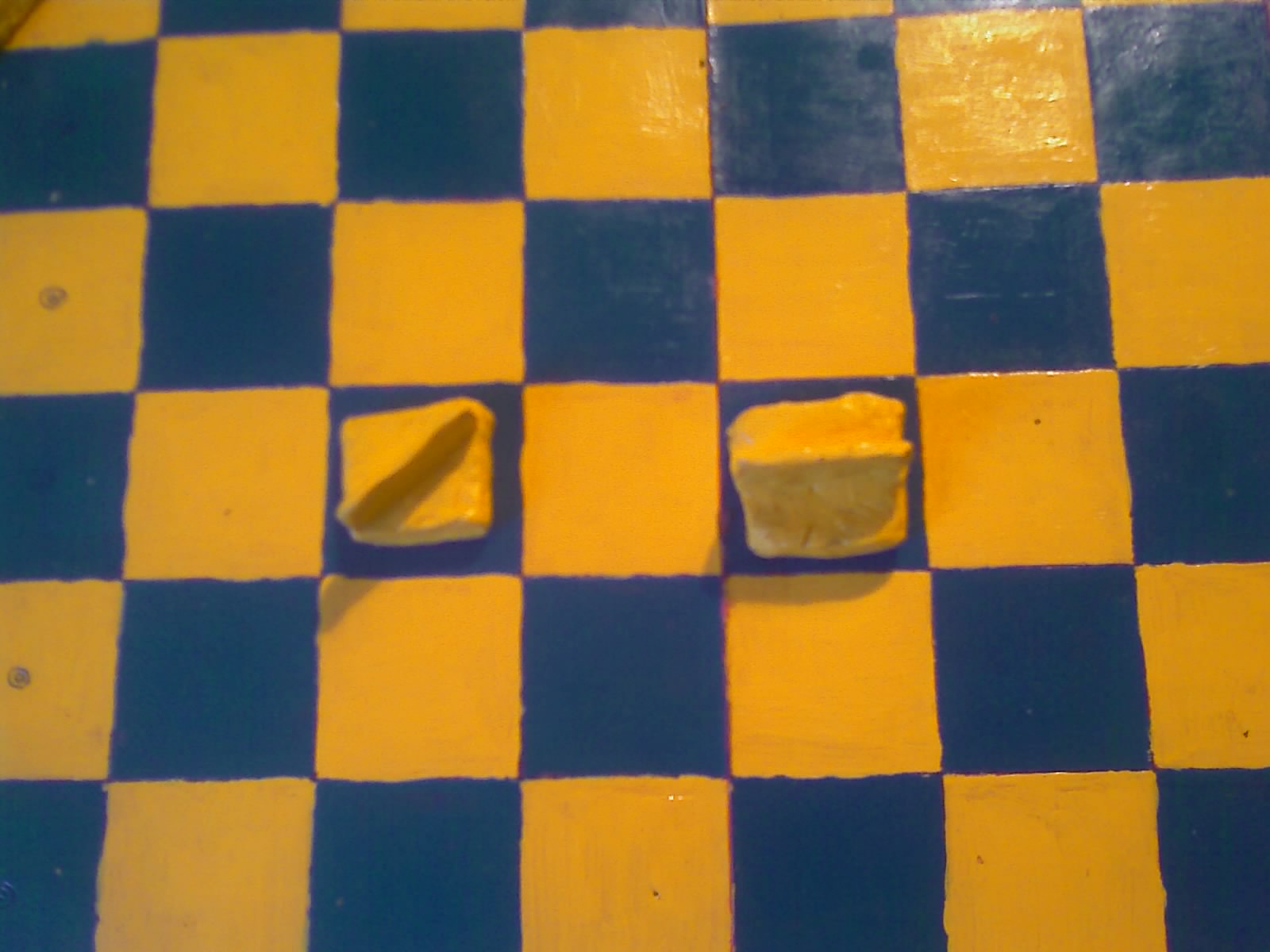
Súbditos: Diago HoVe.

- Diagos: (9) Su movimiento es diagonal, su dirección depende de la colocación de sus puntas. Pueden avanzar o retroceder tantas casillas como se deseen. También pueden, ocasionalmente y contando como movimiento, avanzar una casilla horizontalmente sin posibilidad de matar enemigo.

- HoVes: (9) Su movimiento es horizontal o vertical según estén colocadas sus puntas. Pueden avanzar o retroceder tantas casillas como se deseen.

### Jefes

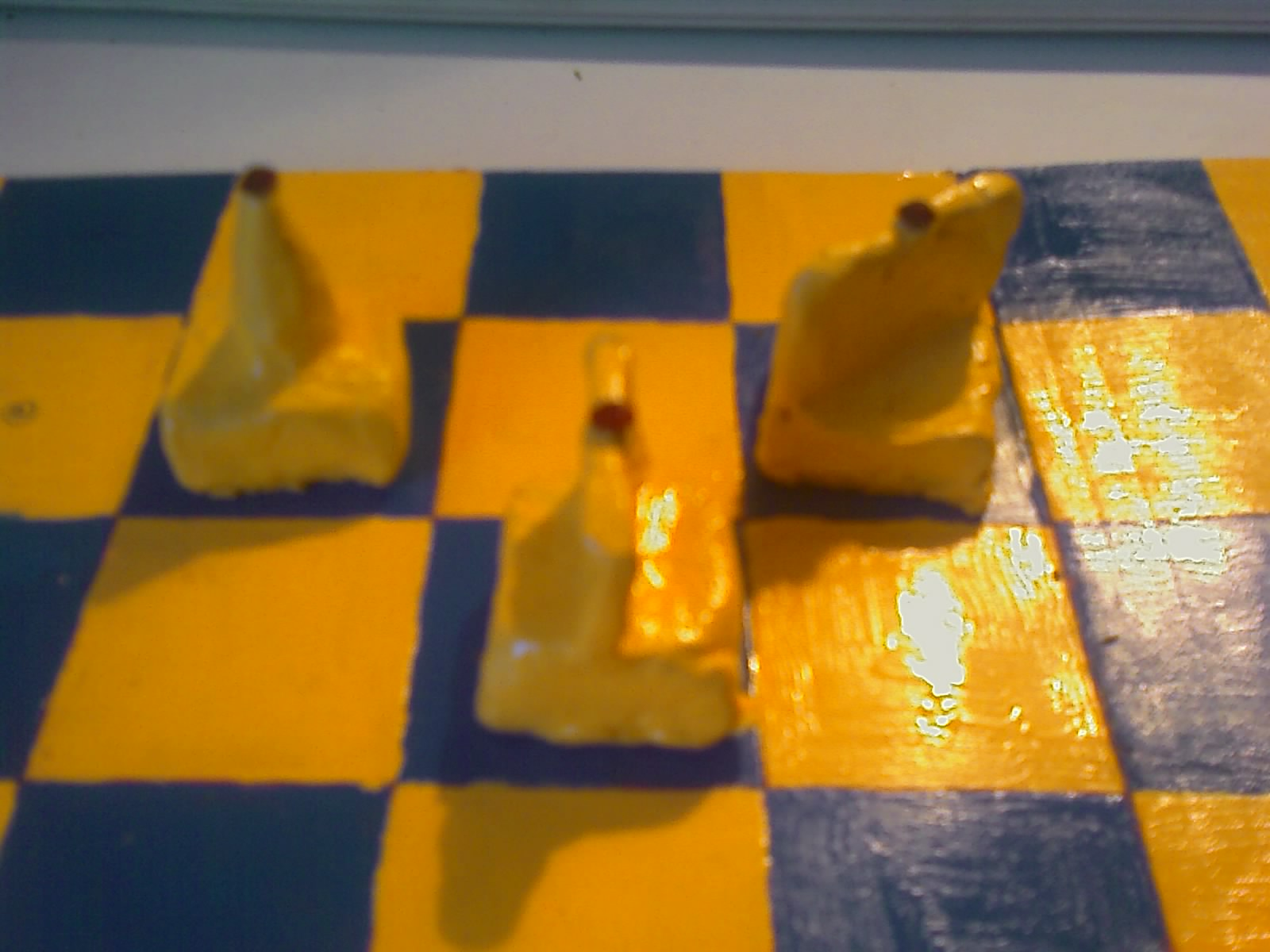
Jefes: de giro HoVe Diago.

- Jefe HoVe: Sus movimientos son idénticos a los de sus súbditos.
- Jefe Diago: Sus movimientos son idénticos a los de sus súbditos.
- Jefe de Giro: Tiene todos los movimientos, horizontales, verticales y en diagonal, avanzando o retrocediendo todas las casillas que se deseen.

## Reglas de la batalla
- Para empezar hay que colocar todo el ejército en el territorio propio (casillas marcadas). Se podrá poner el ejército como se desee, intentando proteger entre sí el mayor número de fichas, es legal reordenar una vez colocados los dos ejércitos, hasta común acuerdo.

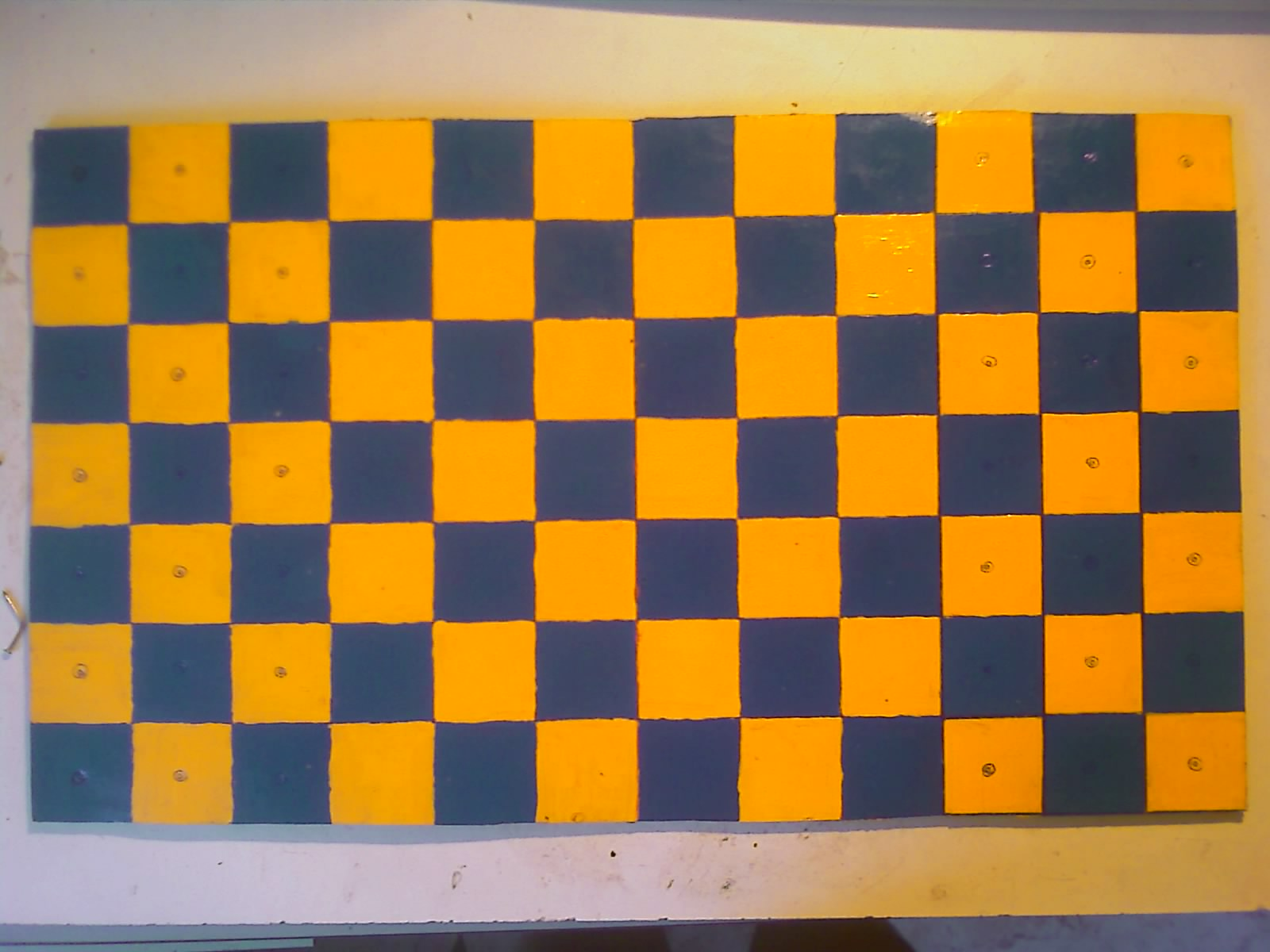
Tablero de XO.

- Saldrá el jugador que por azar le hayan tocado las fichas azules.

- En cada turno el jugador puede y por orden: primero girar una ficha y después mover otra, no se tienen por qué hacer las dos cosas, una, otra, las dos o ninguna (pasar), pero nunca se podrá mover la que se ha girado

- Una ficha mata una contraria cuando la intercepta en su trayectoria poniéndose en la casilla que ocupaba y retirando la muerta del tablero de juego, excepto si hay enfrentamiento. La ficha superviviente puede girar. El jugador ganador tiene derecho a otro turno de juego, es decir, girar y mover. En este caso la ficha que se mueva no puede ser la superviviente ni atacar a ninguna contraria.

- Se produce enfrentamiento cuando dos fichas iguales y del mismo rango (HoVe contra HoVe o Diago contra Diago) tienen la misma dirección, en este caso si una ataca mueren inmediatamente las dos

- No se produce enfrentamiento entre fichas de diferente rango o de mismo rango si ambas están en el mismo territorio, ya sea propio o contrario (casillas marcadas). En ambos casos muere el atacado.

- Dependiendo de la muerte de un jefe:

* Jefe HoVe: Si muere, los súbditos HoVes solo podrán avanzar o retroceder una casilla.
* Jefe Diago: Si muere, los súbditos Diagos solo podrán avanzar o retroceder una casilla, tampoco se les permite el avance horizontal de una casilla.
* Jefe de giro: Si muere, solo tienen derecho a efectuar giro los jefes.
- La partida acaba en tablas cuando quedan fichas de ambos ejércitos y es imposible que se maten entre ellas.

- Datos: Q6168847